# Rio Novo (vattendrag i Brasilien, São Paulo, lat -22,90, long -49,98)
Rio Novo är ett vattendrag i Brasilien.   Det ligger i delstaten São Paulo, i den södra delen av landet, 800 km söder om huvudstaden Brasília.
Trakten runt Rio Novo består huvudsakligen av våtmarker. Runt Rio Novo är det ganska tätbefolkat, med 185 invånare per kvadratkilometer.